# 圣佩恩
圣佩恩（法語：Saint-Pern，法語發音：[sɛ̃ pɛʁn]）是法国伊勒-维莱讷省的一个市镇，位于该省西部偏北，和阿摩尔滨海省接壤，属于雷恩区。

## 地理
圣佩恩（48°17'16"N, 1°59'12"W）面积12.13 平方千米，位于法国布列塔尼大區伊勒-维莱讷省，该省份为法国西北部沿海省份，位于布列塔尼半岛东部，北濒大西洋，西接阿摩尔滨海省和莫尔比昂省，南至大西洋卢瓦尔省，西南端接曼恩-卢瓦尔省，东临马耶讷省，东北与芒什省接壤。
与圣佩恩接壤的市镇（或旧市镇、城区）包括：伊罗杜埃、朗迪让、隆戈尔奈、梅德雷阿克、米尼亚克-苏贝什雷勒、普卢阿讷。

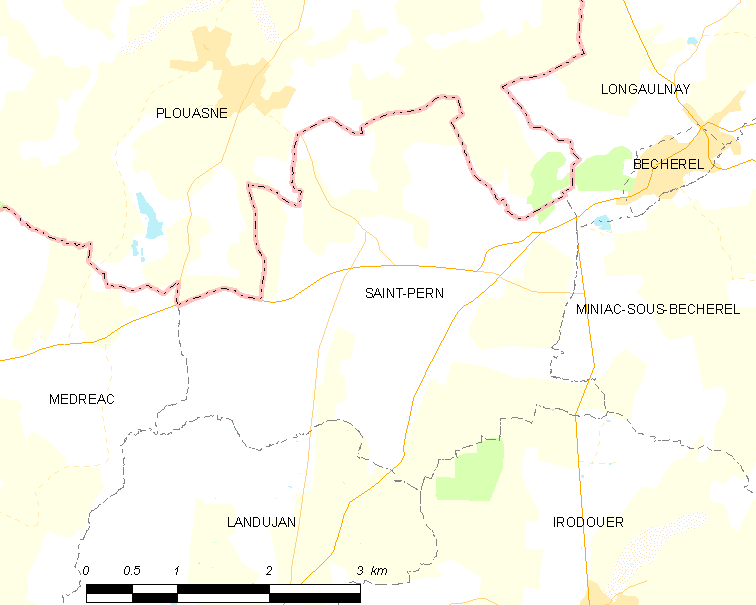
圣佩恩的OSM定位图

圣佩恩的时区为UTC+01:00、UTC+02:00（夏令时）。

## 行政
圣佩恩的邮政编码为35190，INSEE市镇编码为35307。

## 政治
圣佩恩所属的省级选区为布列塔尼地区蒙托邦县。

## 人口

1962-2008年间圣佩恩人口变化图示

圣佩恩于2022年1月1日时的人口数量为1003人。